# Ernst Johan Creutz den yngre
Ernst Johan Creutz den yngre, född 12 februari 1675 i Åbo, Egentliga Finland, död 3 april 1742 på Kristineholm i Södermanland, var friherre, senare greve, och son till Ernst Johan Creutz den äldre. Han gifte sig 1711 med friherrinnan Ebba Margareta Banér.

## Biografi
Efter avslutade studier utnämndes han av änkedrottning Hedvig Eleonora till hovjunkare. 1718 utnämndes han till lagman i Östergötlands lagsaga, där han utmärkte sig, särskilt under de ryska härjningarna längs länets kust 1719 efter Karl XII:s död. 1721 utnämnde Fredrik I honom till landshövding över länet. Han innehade detta ämbete till 1727, då han blev riksråd. År 1731 upphöjdes han till greve, dock utan att söka introduktion på riddarhuset. År 1735 tillträdde han som kansler för Kungliga Akademien i Åbo.
Då Creutz var motståndare till ett krig med Ryssland och ansluten till Arvid Horns parti, var han ett av de fem riksråd som tvingades licentiera sig, då Hattpartiet vid 1738 års riksdag skapade sin partiregering. Vid 1740 års riksdag anklagade hattarna honom, i likhet med Ture Gabriel Bielke, för delaktighet i de Gyllenstiernska stämplingarna, varpå han fråntogs sin riksrådspension och förvisades till sina gods. Kort före sin död instiftade han en barmhärtighetsinrättning.

### Familj
Creutz gifte sig 16 maj 1711 på Eriksberg i Stora Malms socken med friherrinnan Ebba Margareta Banér (1672–1736), dotter till riksrådet och fältmarskalken, friherre Gustaf Banér och grevinnan Märta Elisabet Oxenstierna af Croneborg.